# Д’Оттавио, Алессандро
Алесса́ндро Д’Отта́вио (итал. Alessandro D'Ottavio; 27 августа 1927, Рим) — итальянский боксёр средней и полутяжёлой весовых категорий. В конце 1940-х годов выступал за сборную Италии: бронзовый призёр летних Олимпийских игр в Лондоне, чемпион национального первенства, участник многих международных турниров и матчевых встреч. В период 1950—1958 боксировал на профессиональном уровне, владел титулом чемпиона Италии.

## Биография
Алессандро Д’Оттавио родился 27 августа 1927 года в Риме. В 1948 году благодаря череде удачных выступлений удостоился права защищать честь страны на летних Олимпийских играх в Лондоне — в полуфинале потерпел поражение от представителя Чехословакии Юлиуса Тормы, но затем сумел выиграть матч за третье место. Получив бронзовую олимпийскую медаль, продолжил выходить на ринг в составе национальной сборной, однако существенных достижений не добился и в 1950 году решил попробовать себя среди профессионалов.
Профессиональный дебют Д’Оттавио состоялся в январе 1950 года, своего первого соперника Джованни Феррари он победил по очкам в восьми раундах. В течение последующих месяцев провёл несколько удачных поединков, но затем последовала серия из нескольких поражений. Несмотря на проигрыши, в октябре 1953 года ему выпал шанс побороться за вакантный титул чемпиона Италии в среднем весе, но выиграть на этот раз не удалось. Алессандро Д'Оттавио продолжал активно участвовать в боях и в 1955 году предпринял ещё одну попытку завоевать титул — вновь неудачно (поражение техническим нокаутом в шестом раунде). Затем он поднялся в полутяжёлый вес, тем не менее, в матче за чемпионский пояс вновь проиграл. Стать чемпионом Италии ему всё таки удалось летом 1957 года, но не надолго — при первой же защите он лишился чемпионского звания и в июне 1958 года после неудачного матча-реванша принял решение завершить карьеру спортсмена. Всего в профессиональном боксе провёл 41 бой, из них 24 окончил победой (в том числе 4 досрочно), 13 проиграл, в четырёх случаях была зафиксирована ничья.